# Linia kolejowa 152 Fülöpszállás – Kecskemét
Linia kolejowa Fülöpszállás – Kecskemét – linia kolejowa na Węgrzech. Jest to linia jednotorowa, w całości niezelektryfikowana. Łączy Fülöpszállás z Kecskemét. 

## Historia
Linia została otwarta 27 października 1895 roku.